# Clusia croatii
Clusia croatii är en tvåhjärtbladig växtart som beskrevs av W.G. D'arcy. Clusia croatii ingår i släktet Clusia och familjen Clusiaceae. Inga underarter finns listade i Catalogue of Life.